# Xanthogaleruca
Xanthogaleruca is een geslacht van kevers uit de familie bladkevers (Chrysomelidae).
De wetenschappelijke naam van het geslacht werd in 1934 gepubliceerd door Laboissiere.

## Soorten
- Xanthogaleruca luteola Müller, 1766